# The Voice Generations (prima edizione)
La prima edizione di The Voice Generations è andata in onda in prima serata su Rai 1 dal 12 al 19 aprile 2024 con la conduzione di Antonella Clerici per due puntate.

## Team
Legenda
- Vincitore
- Super-finalista
- Eliminato alla finale

| Coach | Coach          | Artisti                                  | Artisti             |
|       | Arisa          | Alessandra e Consuelo                    | Roccuzzo e Giovanna |
|       | Clementino     | Gino e Noemi                             | Anna ed Erica       |
|       | Gigi D'Alessio | Soul-Food Vocalist                       | Andrea e Raffaella  |
|       | Loredana Bertè | Gaia Gentile, Nicolò Pantaleo e Giuseppe | Ornella e Lilla     |

## Blind Auditions
- Il coach preme il bottone I Want You
- L'artista è eliminato perché nessun coach preme il bottone I Want You
- L'artista viene scelto per far parte della squadra di questo coach
- L'artista sceglie di far parte della squadra di questo coach

- Super Blocco esercitato da Arisa
- Super Blocco esercitato da Clementino
- Super Blocco esercitato da Gigi D'Alessio
- Super Blocco esercitato da Loredana Bertè

### Prima puntata
La prima ed unica puntata di Blind Auditions vede i quattro coach dover scegliere due gruppi a testa in modo tale da poter completare i rispettivi team per la finale.
| Ordine | Artista (Età)                                    | Canzone (cantante originale)                                 | Scelte di coach e/o artisti | Scelte di coach e/o artisti | Scelte di coach e/o artisti | Scelte di coach e/o artisti |
| Ordine | Artista (Età)                                    | Canzone (cantante originale)                                 | Arisa                       | Clementino                  | Gigi D'Alessio              | Loredana Bertè              |
| ------ | ------------------------------------------------ | ------------------------------------------------------------ | --------------------------- | --------------------------- | --------------------------- | --------------------------- |
| 1      | Anna ed Erica (34,18)                            | Promettimi (Elisa)                                           |                             |                             |                             |                             |
| 2      | Soul-Food Vocalist (30-54)                       | Stand by Me (Ben E. King)/Every Breath You Take (The Police) |                             |                             |                             |                             |
| 3      | Roccuzzo e Giovanna (27,54)                      | Meraviglioso amore mio (Arisa)                               |                             |                             |                             |                             |
| 4      | Leandro e Federica (7,33)                        | Se poi domani (LDA)                                          | -                           | -                           | -                           | -                           |
| 5      | Ornella e Lilla (29,61)                          | How Deep Is Your Love (Bee Gees)                             |                             |                             |                             |                             |
| 6      | Andrea e Raffaella (15,50)                       | La musica è finita (Ornella Vanoni)                          |                             |                             |                             | -                           |
| 7      | Jeffrey e Federico (64,35)                       | Rocket Man (Elton John)                                      | -                           | -                           | N.D.                        | -                           |
| 8      | Gino e Noemi (42,18)                             | Vivo per lei (Andrea Bocelli,Giorgia)                        |                             |                             | N.D.                        | -                           |
| 9      | Famiglia De Carli (7-65)                         | Johnny B. Goode (Chuck Berry)                                | -                           | N.D.                        | N.D.                        | -                           |
| 10     | Gaia Gentile, Nicolò Pantaleo e Giuseppe (31-70) | Ti vorrei sollevare (Elisa,Giuliano Sangiorgi)               |                             | N.D.                        | N.D.                        |                             |
| 11     | Grace e Antonio (42,64)                          | Per un'ora d'amore (Matia Bazar)                             | -                           | N.D.                        | N.D.                        | N.D.                        |
| 12     | Alessandra e Consuelo (14,48)                    | Brividi (Mahmood,Blanco)                                     |                             | N.D.                        | N.D.                        | N.D.                        |

### Bilancio Blind
| Coach          | Numero di Volte: | Numero di Volte: | Numero di Volte: | Numero di Volte:   | Numero di Volte: | Numero di Volte: | Numero di Volte: |
| Coach          | Totale Buzz      | Scelte           | Buzz da solo     | Blocchi effettuati | Blocchi ricevuti | Rifiuti          | No Buzz          |
| -------------- | ---------------- | ---------------- | ---------------- | ------------------ | ---------------- | ---------------- | ---------------- |
| Arisa          | 8                | 2                | 1                | 0                  | 1                | 6                | 4                |
| Clementino     | 6                | 2                | 0                | 1                  | 0                | 4                | 2                |
| Gigi D'Alessio | 5                | 2                | 0                | 1                  | 1                | 3                | 1                |
| Loredana Bertè | 5                | 2                | 0                | 1                  | 1                | 3                | 5                |

## Finale
La finale è andata in onda il 19 aprile 2024. Nella prima fase gli 8 gruppi (2 per team) si sfidano su dei brani assegnati dai coach, che alla fine di tutte le esibizioni scelgono l'artista migliore del loro team. Nella seconda fase i 4 super-finalisti scelti dai coach si esibiscono sul brano portato alle Blind Audition, con il pubblico in studio che tramite telecomandi decreta alla fine il gruppo vincitore del programma.
Prima fase
- Artista che passa alla seconda fase
- Artista eliminato

| Ordine | Coach          | Artisti                                  | Canzone (cantante originale)                               |
| ------ | -------------- | ---------------------------------------- | ---------------------------------------------------------- |
| 1      | Clementino     | Gino e Noemi                             | È una storia sai (La Bella e la Bestia)                    |
| 2      | Loredana Bertè | Ornella e Lilla                          | Vorrei incontrarti fra cent'anni (Ron,Tosca)               |
| 3      | Gigi D'Alessio | Soul-Food Vocalist                       | Ain’t No Mountain High Enough (Marvin Gaye, Tammi Terrell) |
| 4      | Arisa          | Roccuzzo e Giovanna                      | La cura (Franco Battiato)                                  |
| 5      | Clementino     | Anna ed Erica                            | Di sole e d'azzurro (Giorgia)                              |
| 6      | Loredana Bertè | Gaia Gentile, Nicolò Pantaleo e Giuseppe | Oggi sono io (Alex Britti)                                 |
| 7      | Gigi D'Alessio | Andrea e Raffaella                       | Poster (Claudio Baglioni)                                  |
| 8      | Arisa          | Alessandra e Consuelo                    | It's Oh So Quiet (Björk)                                   |

Seconda fase
- Vincitore
- Super-finalista

| Ordine | Coach          | Artisti                                  | Canzone (cantante originale)                                 |
| ------ | -------------- | ---------------------------------------- | ------------------------------------------------------------ |
| 1      | Clementino     | Gino e Noemi                             | Vivo per lei (Andrea Bocelli,Giorgia)                        |
| 2      | Arisa          | Alessandra e Consuelo                    | Brividi (Mahmood,Blanco)                                     |
| 3      | Gigi D'Alessio | Soul-Food Vocalist                       | Stand by Me (Ben E. King)/Every Breath You Take (The Police) |
| 4      | Loredana Bertè | Gaia Gentile, Nicolò Pantaleo e Giuseppe | Ti vorrei sollevare (Elisa,Giuliano Sangiorgi)               |

## Ascolti
| Puntata | Puntata        | Messa in onda  | Telespettatori | Share  |
| ------- | -------------- | -------------- | -------------- | ------ |
| 1       | Blind Audition | 12 aprile 2024 | 3 450 000      | 22,14% |
| 2       | Finale         | 19 aprile 2024 | 3 514 000      | 20,98% |
| Media   | Media          | Media          | 3 482 000      | 21,56% |